# Ингулец-2
«Ингуле́ц-2» (укр. «Інгулець-2») — украинский футбольный клуб из посёлка городского типа Петрово Кировоградской области, фарм-клуб команды «Ингулец». Основан в 2016 году. С сезона 2016/17 выступает во Второй лиге Украины.

## История
«Ингулец-2» был основан в 2015 году после того, как «Ингулец» получил профессиональный статус, а его фарм-клуб продолжил выступления в любительском чемпионате Украины 2015 года. После этого клуб выступал в любительском кубке Украины 2015 года и чемпионате Украины среди любителей 2016 года.
По итогам сезона 2015/16 «Ингулец» вышел в первую лигу, после чего «Ингулец-2» был заявлен во вторую лигу и получил профессиональный статус, а в любительский чемпионат на следующий сезон заявили «Ингул-3».
С лета 2018 года команда «Ингулец-2» была расформирована.